# Kanton Clelles
Der Kanton Clelles war bis 2015 ein französischer Wahlkreis im Arrondissement Grenoble, im Département Isère und in der Region Rhône-Alpes. Er umfasste acht Gemeinden, Hauptort war Clelles. Vertreter im conseil général des Départements war zuletzt Pierre Gimel.

## Gemeinden
| Gemeinde                 | Einwohner Jahr | Fläche km² | Bevölkerungsdichte | Code INSEE | Postleitzahl |
| ------------------------ | -------------- | ---------- | ------------------ | ---------- | ------------ |
| Chichilianne             | 279 (2013)     | –          | – Einw./km²        | 38103      | 38930        |
| Clelles                  | 567 (2013)     | –          | – Einw./km²        | 38113      | 38930        |
| Lalley                   | 215 (2013)     | –          | – Einw./km²        | 38204      | 38930        |
| Le Monestier-du-Percy    | 248 (2013)     | –          | – Einw./km²        | 38243      | 38930        |
| Percy                    | 156 (2013)     | –          | – Einw./km²        | 38301      | 38930        |
| Saint-Martin-de-Clelles  | 182 (2013)     | –          | – Einw./km²        | 38419      | 38930        |
| Saint-Maurice-en-Trièves | 161 (2013)     | –          | – Einw./km²        | 38424      | 38930        |
| Saint-Michel-les-Portes  | 258 (2013)     | –          | – Einw./km²        | 38429      | 38650        |